# Sayn-Wittgenstein-Berleburg

Brasão

Sayn-Wittgenstein-Berleburg foi um dos vários condados imperiais da Alemanha e mais tarde principados governados pela Casa de Sayn-Wittgenstein, originada da Casa de Sayn.
O atual chefe da Casa é Gustavo, 7.º Príncipe de Sayn-Wittgenstein-Berleburg, filho mais velho de Ricardo, 6.º Príncipe de Sayn-Wittgenstein-Berleburg e da princesa Benedita da Dinamarca, sendo, assim, um sobrinho da rainha Margarida da Dinamarca. 

## Questão sucessória e linha de sucessão
A linha de sucessão segue a primogenitura masculina, sendo também proibido que siga pela linha de qualquer mulher, estando, portanto, as irmãs de Gustavo e seus descendentes impossibilitados de assumir a chefia da Casa. Asism, se não seguir pela linha de Gustavo, a herança seguirá pela linha de seu tio, Robin, irmão mais velho de seu falecido pai.
Gustavo não tinha filhos até maio de 2023, quando nasceu seu filho Gustav Albrecht por barriga de aluguel, procedimento que, no entanto, é proibido na Alemanha, sendo incerto em que país a criança será registrada, o que pode representar um novo empecilho na sucessão futuramente. 
- (1) Gustav Albrecht (n. 2023, filho de Gustavo, 7.º Príncipe de Sayn-Wittgenstein-Berleburg)
- (2) Príncipe Robin de Sayn-Wittgenstein-Berleburg (n. 1938; tio de Gustavo, 7.º Príncipe de Sayn-Wittgenstein-Berleburg, )
  - (3) Príncipe Sebastian de Sayn-Wittgenstein-Berleburg (n. 1971, primo de Gustavo, 7.º Príncipe de Sayn-Wittgenstein-Berleburg)
    - (4) Príncipe Fernando de Sayn-Wittgenstein-Berleburg (n. 2004, filho varão mais velho do Príncipe Sebastian)
    - (5) Príncipe Philipp de Sayn-Wittgenstein-Berleburg (n. 2011, filho varão mais novo do Príncipe Sebastian)